# Cissuvora
Cissuvora là một chi bướm đêm thuộc họ Sesiidae.

## Các loài
- Cissuvora ampelopsis (Engelhardt, 1946)
- Cissuvora sinensis  Wang & Yang, 2002